# Disturbo persistente della percezione da allucinogeno
Il disturbo persistente della percezione da allucinogeno (Hallucinogen persisting perception disorder o HPPD) è un disturbo psichiatrico incluso tra le categorie diagnostiche del DSM a partire dalla III edizione, ma la cui esistenza fattuale è stata messa in discussione. I pazienti affetti da HPPD hanno flashback di allucinazioni visive o distorsioni sperimentate durante una precedente esperienza con sostanze allucinogene, a volte con gli stessi sentimenti vissuti durante l'esperienza, che causano disagio o compromissione del lavoro o la vita di tutti i giorni. I flashback possono essere continui o solo occasionali.

## Sottotipi
Secondo una review del 2016, esistono due sottotipi della condizione:
Tipo 1
I pazienti sperimentano l'HPPD sotto forma di brevi flashback casuali.
Tipo 2
I pazienti con questo tipo di HPPD sperimentano continui cambiamenti alla loro visione, che possono andare e venire.

## Eziologia
L'unica causa certa per l'HPPD è l'uso precedente di allucinogeni. Non sono noti fattori di rischio e non è noto cosa possa scatenare un'allucinazione specifica inquietante. Potrebbe essere coinvolta una sorta di disinibizione dell'elaborazione visiva.

## Diagnosi
L'HPPD è una diagnosi del DSM-5 con codice diagnostico 292.89 (F16.983). Per la diagnosi, è necessario escludere altre condizioni psicologiche, psichiatriche o neurologiche.

## Trattamento
Non esistono evidenze valide per alcun trattamento. Per le persone con diagnosi di HPPD cronica, gli occhiali da sole e la terapia farmacologica potrebbero aiutare. Farmaci antipsicotici e SSRI sono stati segnalati per aiutare alcune persone e peggiorare i sintomi per altri. Sono stati anche provati anticonvulsivanti e clonidina.

## Prevalenza
La prevalenza di HPPD è sconosciuta. Le stime negli anni '60 e '70 erano di circa 1/20 per HPPD intermittente tra gli utenti regolari di allucinogeni. Non è chiaro se esista l'HPPD cronico, ma una stima negli anni '90 era che 1/50 000 utenti regolari potrebbero avere allucinazioni croniche.